# Гепаднавіруси
Гепаднавіруси (Hepadnaviridae) — родина оболонкових, ДНК-вмісних вірусів що спричинюють зараження печінки в людей і тварин. Найвідомішим видом цієї родини є вірус гепатиту B.
До родини входять два роди:
- Рід Orthohepadnavirus; типовий вид: Вірус гепатиту B
- Рід Avihepadnavirus; типовий вид: Вірус гепатиту B качок

Ім'я вірусу походить від: hepa(від ГЕПАтит)-DNA-virus.